# Гарубан
Гарубан (осет. Гарубан, груз. გარუბანი — Гарубани) — село в Закавказье, расположено в Ленингорском районе Южной Осетии, фактически контролирующей село; согласно юрисдикции Грузии — в Ахалгорском муниципалитете.

## География
Село находится к юго-западу от райцентра Ленингор (Ахалгор).

## Население
Село населено этническими осетинами. По данным 1959 года в селе жило 125 жителей — в основном осетины. По данным переписи 2002 года (проведённой властями Грузии, контролировавшей восточную часть Ленингорского/Ахалгорского района на момент проведения переписи), в селе жило 42 жителя, все — осетины.

## История
В период южноосетинского конфликта в 1992—2008 гг. село входило в состав восточной части Ленингорского района, находившейся в зоне контроля Грузии. После войны в августе 2008 года село перешло под контроль властей РЮО.

## Топографические карты
- Лист карты K-38-65 Ленингори. Масштаб: 1 : 100 000. Издание 1979 г.